# Boeing C-108 Flying Fortress
Le Boeing C-108 Flying Fortress est un avion de transport militaire issu de la conversion du B-17. Quatre bombardiers sont modifiés, leur armement retiré et sont redésignés C-108. Le premier d'entre eux vole en 1943 et ils sont utilisés par l'USAAF à la fin de la Seconde Guerre mondiale.

## Conception
XC-108
Le premier C-108 construit (désigné XC-108) est un B-17E (41-2593) converti en transport VIP pour le général Douglas MacArthur en 1943. À l'exception des tourelles dans le nez et la queue, toutes les armes sont enlevées, comme tout le blindage de protection. L'intérieur de l'avion est aménagé comme un bureau de vol pour MacArthur, avec des fenêtres supplémentaires, un coin cuisine, et un espace de vie. Pour faciliter les entrées et les sorties, une porte déroulante avec des marches est installée à l'arrière du fuselage.
YC-108
Une conversion similaire à celle de XC-108 est faite sur un B-17F-40-VE (42-6036).
XC-108A
Entre août 1943 et mars 1944, un autre B-17E (41-2595) est converti en avion de transport désigné comme XC-108A. Dans l'espoir de convertir les bombardiers obsolètes en avion-cargo, la United States Army Air Forces lance une station de remise à neuf au Wright-Patterson Air Force Base. L'avion est dépouillé de l'armement, des blindages et autres équipements militaires. Les emplacements de l'équipage sont déplacés, et le nez est modifié pour fournir l'espace pour le fret ou du personnel. Pour augmenter l'espace cargo, les cloisons sont enlevées et les portes de la soute à bombes sont fermées de façon permanente. Cela permet d'utiliser une grande partie du volume du fuselage pour transporter du fret ou du personnel.
XC-108B
Un B-17F 42-30190 est converti (XC-108B) en avion-citerne. Comme dans le XC-108A, il est dépourvu de blindage et d'armes et le fuselage est modifié pour faire de l'espace pour sa cargaison. Le fuselage est rempli de réservoirs à carburant.

## Historique des opérations
XC-108

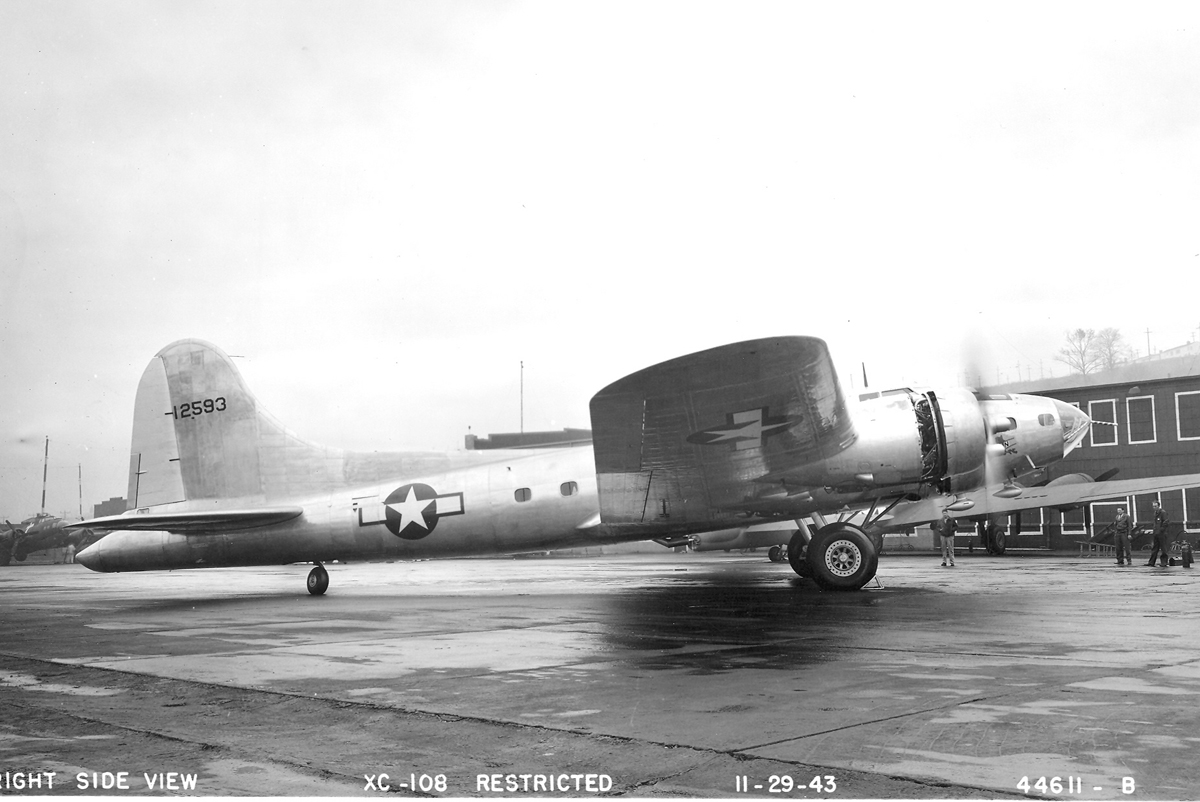
Photographie en noir et blanc d'un Boeing XC-108

Il sert d'avion de transport VIP au général Douglas MacArthur en 1943.
XC-108A
Basé en Inde, le XC-108A est utilisé pour expédier le matériel et le personnel au-delà de l'Himalaya aux B-29 basés en Chengdu, Chine. L'appareil est sujet à des problèmes chroniques de moteur. En octobre 1944, il retourne aux États-Unis. Vers la fin de la guerre, il est démonté et laissé dans un entrepôt de chiffonnier-ferrailleur dans le Maine. En 1985, un fan d'avion d'époque acquiert les pièces et elles sont transportées à un aéroport dans l'Illinois. Le propriétaire espère le reconstituer à la configuration du B-17E.
XC-108B
XC-108B est utilisé dans le même rôle que le XC-108A : transport de matériel (dans ce cas, du carburant) au-dessus de l'Himalaya à la base de Chengdu

## Versions
XC-108
B-17E converti au transport VIP pour le général Douglas MacArthur.
YC-108
B-17F converti au transport VIP pour le général Douglas MacArthur.
XC-108A
B-17E converti en avion de transport de fret ou de troupes.
XC-108B
B-17F converti en avion-citerne.
Deux autres avion de transport de fret et de VIP sont obtenus à partir du B-17.
CB-17G
Version de transport des troupes capable de transporter jusqu'à 64 personnes, 25 construits.
VB-17G
Avion de transport de VIP pour les officiers de haut rang, 8 construits.

## Opérateurs
États-Unis
- United States Army Air Forces

## Survivants
- Le XC-108A 41-2595 (Desert Rat) se trouvait en Nouvelle-Angleterre dans un entrepôt de chiffonnier-ferrailleur. En 2011, il est en cours de restauration comme B-17E, dans le comté de Henry (Illinois), par un particulier[1].